# 拉曼雷射
拉曼雷射（英語：Raman laser），雷射的一種，經由拉曼效应產生。拉曼雷射跟一般雷射最大的不同，是拉曼雷射沒有居量反轉現象。結合拉曼光譜學，它可以顯示出它所照射區域的分子性質，被認為有可能取代傳統的X光檢查。

## 原理
當光線照射一個物體時，它會造成在此物體內部的原子同步震動。碰撞到這個物體的光子中，有部份光子會取得或是喪失能量，造成不同波長的光出現。將這個不同波長的光，導入一個特定裝置，經過反射及碰撞，增強它的能量，就可以產生出一個同步的雷射光束，這就是拉曼雷射。

## 研究進展
2002年，UCLA研究人員利用矽晶片產生的矽光（Silicon Photonics）成功激發出拉曼雷射，2004年，他們發表了第一個矽雷射（silicon laser）技術。2005年二月，英特爾的研究人員展示了第二代的矽雷射技術，稱為連續光波矽電射（continuous wave silicon laser, ），它將外部光源導入特定的矽晶片後，可以產生穩定的雷射光束。因為晶體結構的組成方式，矽原子在被光子撞擊時，會持續震動，因此，在矽晶片中產生的拉曼效應，是玻璃的一萬倍。